# КАМАЗ (футбольний клуб)
«КАМАЗ» (рос. «КАМАЗ») — російський футбольний клуб з міста Набережні Челни Республіки Татарстан. Виступає у Першій лізі чемпіонату Росії. Заснований у 1981 році. У період з 1993 по 1997 рік виступав у Вищій лізі чемпіонату Росії з футболу. Півфіналіст Кубка Інтертото-1996. Домашні матчі проводить на стадіоні «КАМАЗ». В даний час виступає у Другому дивізіоні (зона Урал-Приволжжя).

## Хронологія назв
- 1981—1987: «Труд-ПРЗ»
- 1988—1989: «Торпедо»
- 1990—1994: «КАМАЗ»
- 1995—2000: «КАМАЗ-Чалли»
- з 2001: «КАМАЗ»

## Досягнення

### Національні
- Перша ліга ПФЛ/Перший дивізіон ПФЛ/Першість ФНЛ
  -  Чемпіон (1): 1992
  -  Бронзовий призер (2): 2005, 2008

- Друга ліга СРСР/Другий дивізіон
- Чемпіон (3): 1990, 2003, 2014/2015
- Бронзовий призер (3): 2000, 2001, 2013/14

### Єврокубки
- Кубок Інтертото
  - 1/2 фіналу (1): 1996

### Регіональні
- Кубок Татарстану
  - Володар: 1987

## Відомі гравці
| Виступають - Олександр Белозеров - Антон Бобер - Сергій Будилін - Спартак Гогнієв - Сослан Джанаєв - Микола Жосан - Зайко Зеба - Владислав Ігнатьєв - Рустем Калімуллін - Ісо Каньєнда - Олексій Козлов - Михайло Комков - Ігор Коронов - Володимир Риков - Бранимир Петрович - Іван Тодорович - Давид Цораєв - Дмитро Грачов | Завершили кар'єру - Євген Варламов - Руслан Нігматуллін - Роберт Євдокимов - Платон Захарчук - Андрій Новосадов - Віктор Панченко - Павло Куракін - Андрій Талалаєв - Арік Цвейба - Іван Яремчук |

## Відомі вихованці
- Платон Захарчук
- Антон Бобер
- Олександр Бухаров
- Владислав Ігнатьєв
- Рустем Калімуллін
- Олексій Козлов
- Різван Уциєв
- Пітер Одемвінгіе

## Відомі тренери
- 1988—1996; 1999  Валерій Четверик
- 1996; 1998; 2000—2002  Іван Буталій
- 1997  Беньямінас Зелькявічюс
- 2000  Петро Шубін
- 2002—2009  Юрій Газзаєв
- 2009  Віталій Панов (в.о. головного тренера)
- 2009—2011  Роберт Євдокимов
- 2012—2016  Володимир Клонцак
- з липня 2016 р.  Ігор Шинкаренко[1]
- з вересня 2016 р.  Володимир Клонцак

## Корисні посилання
- Офіційний сайт клубу [Архівовано 23 серпня 2010 у Wayback Machine.] (рос.)
- Сторінка клубу в соціальній мережі Facebook
- Сторінка клубу [Архівовано 26 вересня 2016 у Wayback Machine.] в соціальній мережі Twitter
- Офіційна сторінка фанів клубу [Архівовано 25 червня 2015 у Wayback Machine.] в соціальній мережі ВКонтакті
- Сайт регіонального центру підготовки футболістів ФК «КАМАЗ» [Архівовано 22 квітня 2017 у Wayback Machine.]
- Профіль клубу [Архівовано 19 квітня 2017 у Wayback Machine.] на сайті soccerway.com
- Профіль клубу [Архівовано 13 квітня 2017 у Wayback Machine.] на сайті transfermarkt.co.uk
- Профіль клубу [Архівовано 12 квітня 2017 у Wayback Machine.] на сайті soccerpunter.com
- Профіль клубу [Архівовано 18 вересня 2011 у Wayback Machine.] на сайті zerozero.pt
- Профіль клубу [Архівовано 12 квітня 2017 у Wayback Machine.] на сайті footballdatabase.eu
- Профіль клубу [Архівовано 16 червня 2017 у Wayback Machine.] на сайті worldfootball.net
- Профіль клубу [Архівовано 13 квітня 2017 у Wayback Machine.] на сайті futbol24.com